# Casa del carrer de Salomó ben Adret, 8
La casa del carrer de Salomó ben Adret, 8 és un edifici situat al carrer d'aquest nom (anteriorment Sant Domènec del Call) cantonada al de la Fruita de Barcelona, catalogat com a Bé Cultural d'Interès Local.

## Descripció
Està situat en una parcel·la regular quadrangular estructurada al voltant d'un pati central, i consta de baixos i tres pisos.
La façana principal es caracteritza per l'abundància de carreus petits i mitjans ben escairats, que junt amb un portal principal amb arc de mig punt adovellat, situen la construcció de l'edifici en època medieval tardana, possiblement entre els segles xiv i xvi. Un altre tret que reforça aquesta hipòtesi la presència d'una finestra coronella d'aparença gòtica, tot i que podria ser-ne una rèplica més tardana a causa de la poca consonància que té amb l'aparell immediat de tipologia medieval.
Altres elements de la façana denoten una posterior refacció general a l'edifici. Petites variacions en l'aparell emprat, així com el tipus i morfologia de les obertures en els diferents pisos, els arcs escarsers de la planta baixa i la forja dels balcons, indiquen refaccions d'entre els segles xviii i xix.
L'estructura general de la façana també mostra una clara divergència en la disposició de les obertures. Tant les finestres com balcons se situen alternats i sense seguir cap ordre establert. Això també podria ser causa de les diferents fases constructives de l'immoble i les diverses refaccions.

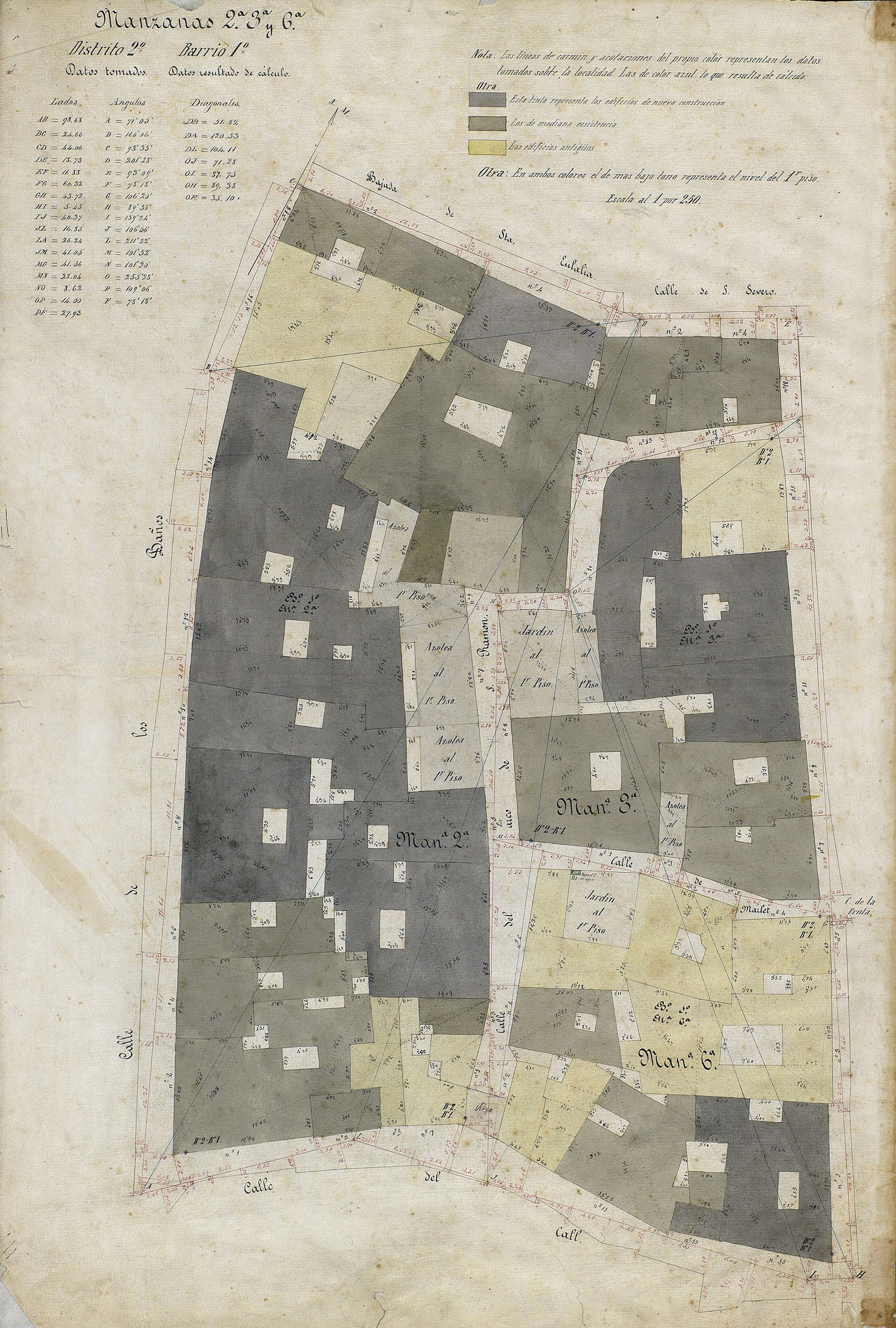
Quarteró núm. 28a de Garriga i Roca (c. 1860)